# Посольство Північної Македонії в Україні
Посольство Республіки Македонія в Києві (мак. Амбасада на Македонија во Киев) — офіційне дипломатичне представництво Північної Македонії в Україні, відповідає за підтримання та розвиток відносин між Північною Македонією та Україною.

## Історія посольства
Відносини між Україною і Македонією було започатковано 23 липня 1993 року визнанням Україною державної незалежності Колишньої Югославської Республіки Македонія.
Дипломатичні відносини було встановлено 20 квітня 1995 року шляхом обміну нотами між МЗС України і МЗС Македонії. У грудні 1997 року в Києві було відкрито Посольство Республіки Македонія.
У червні 2000 року було відкрито дипломатичне представництво України в Республіці Македонія.
У листопаді 2001 року було відкрито Посольство України в Республіці Македонія.

## Посли Республіки Македонія в Україні
1. Владо Блажевскі (1997 — 2003)
2. Мартін Гулескі (2003 — 2008)
3. Ілія Ісайловскі (2008 — 2009)
4. Ацо Спасеновскі (2010 — 2014)
5. Столе Змейкоскі (2014[1]-2019)
6. Крум Ефремов (2019-2022)[2].
7. Антоанета Рушкова Крчевінац (з 2022), т.п.